# Eupithecia herczigi
Eupithecia herczigi es una especie de polilla de la familia Geometridae. La especie fue descrita por primera vez por Mironov y Galsworthy habiendo sido descrita en 2010, con distribución en Tailandia.

## Descripción
E. herczigi es una polilla pequeña con una envergadura de unos 19 milímetros (0,7 plg). Las alas anteriores son de color blanco sucio con cuatro o cinco manchas marrones y las alas traseras son de color marrón oscuro.